# Shahrak-e Shahid Beheshti
Shahrak-e Shahīd Beheshtī (farsi شهرک شهید بهشتی) è una città dello shahrestān di Shiraz, circoscrizione Centrale, nella provincia di Fars, in Iran. Aveva, nel 2006, una popolazione di 6.428 abitanti.